# Nightmares (film, 1980)
Pour plus de détails, voir Fiche technique et Distribution.
Nightmares est un film d'horreur australien réalisé par John D. Lamond, sorti en 1980.

## Fiche technique
- Titre français : Nightmares
- Réalisation : John D. Lamond
- Scénario : Colin Eggleston, John D. Lamond
- Photographie : Garry Wapshott
- Musique : Brian May
- Montage : Colin Eggleston
- Pays d'origine :  Australie
- Genre : Film d'horreur, thriller
- Durée : 90 minutes
- Date de sortie : 30 octobre 1980 ( Australie)

## Distribution
- Jenny Neumann : Helen Selleck
- Gary Sweet : Terry Besanko
- Nina Landis : Judy
- Max Phipps : George D'alberg
- John Michael Howson : Bennett Collingswood
- Briony Behets : Angela
- Maureen Edwards : la mère
- Sue Jones : Fay
- Jennie Lamond : Helen Selleck jeune
- Adele Lewin : Sue
- Edmund Pegge : Bruce
- Peter Tulloch : Brian